# Dominik Bieler
Dominik Bieler (* 24. September 2001) ist ein Schweizer Radsportler, der Rennen auf der Bahn und auf der Strasse bestreitet.

## Sportlicher Werdegang
Dominik Bieler ist ein Sohn des ehemaligen Rennfahrers Patrick Bieler. Mit dem Radsport begann er zunächst auf dem Mountainbike, bis er sich mehr dem Strassenradsport zuwandte, da bei Mountainbikerennen fast ausschliesslich der physisch Stärkste gewinne, bei Strassenrennen aber die Taktik eine grössere Rolle spiele: «Das liegt und gefällt mir». Sein Trainer ist der ehemalige Profi Ralph Gartmann.
2018 wurde Bieler Schweizer Junioren-Vize-Meister im Omnium auf der Bahn, im Jahr darauf Zweiter bei der nationalen Strassenmeisterschaft der Junioren. 2020 wurde er für den Start bei den Bahneuropameisterschaften im bulgarischen Plowdiw nominiert, wo er mit Simon Vitzthum, Lukas Rüegg und Claudio Imhof Platz drei in der Mannschaftsverfolgung belegte.

## Erfolge
- Europameisterschaft – Mannschaftsverfolgung (mit Simon Vitzthum, Lukas Rüegg und Claudio Imhof)